# Королёва Грузомедь
Королёва Грузомедь — деревня в Солецком районе Новгородской области.

## География
Находится в западной части Новгородской области на расстоянии приблизительно 10 км на запад-юго-запад по прямой от железнодорожного вокзала станции Сольцы.

## История
На карте 1840 года была отмечена изначальная деревня Грузометь. В 1877 году здесь (деревня Новая Грузометь Порховского уезда Псковской губернии) было учтено 5 дворов. В советское время работал колхоз им. Калинина. До 2020 года входила в состав Дубровского сельского поселения до его упразднения.

## Население
Численность населения: 39 человек (1877 год), 10 (русские 80 %) в 2002 году, 2 в 2010.